# رجل الضرائب (أغنية البيتلز)
رجل الضرائب (بالإنجليزية: Taxman)‏ أغنية لفريق الروك الإنجليزي «البيتلز» كتبها عازف الجيتار الرئيسي للفريق «جورج هاريسون»، وساعد في كتابة الكلمات «جون لينون»، والأغنية هي بمثابة إحتجاج على الضرائب التصاعدية المفروضة في المملكة المتحدة من قبل حكومة العمال برئاسة «هارولد ويلسون»، وتسببت هذه الضرائب في دفع البيتلز أكثر من 90 في المائة من أرباحهم للخزانة. تم إختيار الأغنية كأغنية إفتتاحية لألبوم الفريق «ريفولفر»، وساهمت في ظهور هاريسون ككاتب أغاني بجانب شراكة لينون ومكارتني المهيمنة. كانت أول أغنية موضعية للمجموعة وأول بيان سياسي يدلي به في موسيقاهم.
بدأت فرقة البيتلز في تسجيل الأغنية في أبريل 1966، بعد شهر من فوز رئيس الوزراء ويلسون الساحق في الإنتخابات العامة لعام 1966، وأثناء كتابة الأغنية، علم هاريسون أن الإلتزامات الضريبية لأعضاء الفريق من المحتمل أن تؤدي إلى إفلاسهم، وكان صريحًا في إعلان معارضته للحكومة باستخدام دخل الفريق للمساعدة في تمويل تصنيع الأسلحة العسكرية. تضمنت الأغنية أيضا ذكر زعيم حزب المحافظين «تد هيث»، ولم تعفيه الأغنية من مسئوليته عن زيادة الضرائب.
يتضمن التسجيل جيتارًا منفردًا متأثرًا بالعزف الهندي يؤديه بول مكارتني. كان للأغنية دور مؤثر في تطوير موسيقى السيكاديليا البريطانية وأسلوب البوب بوجه عام، وأعتبر الموسيقيين إن هذا التطوير كان  مقدمة لموسيقى البانك روك. قام جورج هاريسون بتعديل الكلمات لتتضمن أسماء سياسيين معاصرين، أثناء جولاته الغنائية في أوائل التسعينيات، مشيرًا إلى إستمرار جودتها بعد الستينيات. إمتد تأثير الأغنية إلى صناعة الضرائب وإلى الخطاب السياسي حول الضرائب.

## طاقم العزف والتسجيل
جورج هاريسون: غناء رئيسي وجيتار رئيسي.
جون لينون: دعم الغناء وجيتار إيقاعي.
بول مكارتني: دعم غناء وجيتار باس وجيتار رئيسي (منفرد).
رينجو ستار: طبول وجرس ودف.

## كلمات الأغنية
دعني أخبرك كيف سيكون الأمر Let me tell you how it will be
هناك واحد من أجلك، تسعة عشر لي There's one for you, nineteen for me
لأنني رجل الضرائب، أجل، أنا رجل الضرائب Cause I'm the Taxman, yeah, I'm the Taxman
هل يجب أن تبدو نسبة 5 في المائة صغيرة جدًا Should five per cent appear too small
كن شاكرا لأنني لا آخذ كل شيء Be thankful I don't take it all
لأنني رجل الضرائب، أجل، أنا رجل الضرائب Cause I'm the Taxman, yeah, I'm the Taxman
إذا كنت تقود سيارة، سأفرض ضريبة على الشارع If you drive a car, I'll tax the street
إذا حاولت الجلوس، سأفرض ضريبة على مقعدك If you try to sit, I'll tax your seat
إذا شعرت بالبرد الشديد سأفرض ضريبة على الحرارة If you get too cold, I'll tax the heat
إذا تمشيت، سأفرض ضريبة على قدميك If you take a walk, I'll tax your feet
رجل الضرائب Taxman
لأنني رجل الضرائب، أجل، أنا رجل الضرائب Cause I'm the Taxman, yeah, I'm the Taxman
لا تسألني لماذا أريدها (آه السيد ويلسون) (Don't ask me what I want it for (Taxman Mister Wilson
إذا كنت لا تريد أن تدفع المزيد (آه السيد هيث) (If you don't want to pay some more (Taxman Mister Heath
لأنني رجل الضرائب، أجل، أنا رجل الضرائب Cause I'm the Taxman
الآن نصيحتي لأولئك الذين يموتون Now my advice for those who die
أعلن عن البنسات على عينيك Declare the pennies on your eyes
لأنني رجل الضرائب، أجل، أنا رجل الضرائب Cause  I'm the Taxman, yeah, I'm the Taxman
وأنت لا تعمل من أجل أحد سواي And you're working for no-one but me
رجل الضرائب Taxman

## وصلات خارجية
https://www.youtube.com/watch?v=l0zaebtU-CA رجل الضرائب (أغنية البيتلز)
https://www.songfacts.com/facts/the-beatles/taxman رجل الضرائب (أغنية البيتلز)
https://www.beatlesbible.com/songs/taxman/ رجل الضرائب (أغنية البيتلز)
https://www.georgeharrison.com/ رجل الضرائب (أغنية البيتلز)